# Kilfenora
Kilfenora (irl. Cill Fhionnúrach) – wieś w hrabstwie Clare w prowincji Munster w Irlandii. Wieś jest położona w południowej części płaskowyżu Burren.
Wieś jest miejscem, gdzie w głównej mierze był kręcony irlandzki serial komediowy Ojciec Ted.